# Георги Атанасович
Георги Атанасович е българо-румънски лекар и политик от Консервативната партия. Специалист по съдебна медицина и токсикология, той е министър на народното просвещение през 1879 година.

## Биография

### Образование и младежки години
Георги Атанасович е роден на 10 март 1821 година в Свищов, тогава Османска империя. Първоначално учи при Емануил Васкидович в родния си град, през 1843 година завършва гимназия в Атина, а през 1848 година – медицина в Париж. От 1849 година живее в Букурещ, където работи като токсиколог. От 1856 година преподава патология в Медицинското училище, а от 1861 година е професор по съдебна медицина и токсикология в Букурещкия университет. Заема и административни длъжности в Румъния – от 1858 година е член на Висшата санитарна комисия, а от 1862 година – на Висшия медицински съвет.
Атанасович участва и в живота на българската общност в Румъния. От 1857 година е член на ръководството на Добродетелната дружина, през 1861 година е сред основателите на българското читалище в Букурещ, участва в издаването на вестник „Отечество“. По време на Руско-турската война от 1877 – 1878 година е лекар в главната квартира на руската Дунавска армия. През 1865 година работи като касиер в Добродетелната дружина.

### Професионална дейност
След Освобождението Атанасович се връща в България, където заема различни административни длъжности и се включва в Консервативната партия на Тодор Бурмов. От 26 юли до 24 ноември 1879 година е министър на народното просвещението в първото българско правителство на Княжество България. От 1881 година е дописан член на Българското книжовно дружество (БКД; днес Българска академия на науките), като става негов почетен член от 1885 година. Между 1883 и 1885 година е председател на Третия медицински съвет и последно лекар на частна практика в град Свищов. Отказва се от обществена дейност и се завръща при семейството си.
Георги Атанасович умира на 26 февруари 1892 година в Свищов.

## Признателност
На Георги Атанасович е наречена улица в квартал „Изгрев“ в София (Карта).
На 24 май 2012 година по случай честването на Деня на славянската писменост и култура Свищовлии се поклониха на гроба на д-р Георги Атанасович.

## Творчество
Проф. Атанасович издава следните трудове.
- Съдебно-медицинска експертиза.
- Детска болница.
- Отравяне с арсенинова киселина.